# Solariorbis
Solariorbis is een geslacht van weekdieren uit de klasse van de Gastropoda (slakken).

## Soorten
- Solariorbis allomphalus Pilsbry & Olsson, 1952
- Solariorbis ametabolus Pilsbry & Olsson, 1952
- Solariorbis annulatus (Carpenter, 1857)
- Solariorbis antillensis De Jong & Coomans, 1988
- Solariorbis arnoldi Bartsch, 1927
- Solariorbis bailyanus Pilsbry & Olsson, 1952
- Solariorbis bakeri (Strong & Hertlein, 1939)
- Solariorbis bartschi (Vanatta, 1913)
- Solariorbis blakei (Rehder, 1944)
- Solariorbis carianus Pilsbry & Olsson, 1952
- Solariorbis carinatus (Carpenter, 1857)
- Solariorbis carinulatus (Carpenter, 1857)
- Solariorbis concinnus (C. B. Adams, 1852)
- Solariorbis decussatus (F. Sandberger, 1859) †
- Solariorbis depressus (I. lea, 1833) †
- Solariorbis ditropis Pilsbry & Olsson, 1952
- Solariorbis elegans Pilsbry & Olsson, 1952
- Solariorbis elegans (Olsson & McGinty, 1958)
- Solariorbis exquisitus Pilsbry & Olsson, 1952
- Solariorbis gibraleonis Pilsbry & Olsson, 1952
- Solariorbis guianensis van Regteren Altena, 1966
- Solariorbis hambachi (Strong & Hertlein, 1939)
- Solariorbis hannai (Strong & Hertlein, 1939)
- Solariorbis hondurasensis (Vanatta, 1913)
- Solariorbis hypolius Pilsbry & Olsson, 1952
- Solariorbis infracarinatus (Gabb, 1881)
- Solariorbis lineopunctatus Rubio, Fernández-Garcés & Rolán, 2011
- Solariorbis liriope (Bartsch, 1911)
- Solariorbis miguelensis Pilsbry & Olsson, 1952
- Solariorbis millepunctatus (Pilsbry & Olsson, 1945)
- Solariorbis minutus (C. B. Adams, 1852)
- Solariorbis mooreanus (Vanatta, 1904)
- Solariorbis multistriatus (A. E. Verrill, 1884)
- Solariorbis narinensis Pilsbry & Olsson, 1952
- Solariorbis oostrombusensis Lozouet, 2015 †
- Solariorbis pachyston (Verco, 1907)
- Solariorbis pacificus Pilsbry & Olsson, 1952
- Solariorbis pellucidus Pilsbry & Olsson, 1952
- Solariorbis petitii (P. Fischer, 1857)
- Solariorbis punctostriatus Rubio, Rolán & Lee, 2011
- Solariorbis pyricallosus (Carpenter, 1857)
- Solariorbis regularis (C. B. Adams, 1852)
- Solariorbis ruris Rubio, Fernández-Garcés & Rolán, 2011
- Solariorbis schumoi (Vanatta, 1913)
- Solariorbis seminudus (C. B. Adams, 1852)
- Solariorbis semipunctus D. R. Moore, 1965
- Solariorbis shimeri (Clapp, 1914)
- Solariorbis solidus Rubio, Fernández-Garcés & Rolán, 2011
- Solariorbis terminalis (Pilsbry & McGinty, 1946)
- Solariorbis truncatus (Gabb, 1881)